# Andrena selcuki
Andrena selcuki is een vliesvleugelig insect uit de familie Andrenidae. De wetenschappelijke naam van de soort is voor het eerst geldig gepubliceerd in 2008 door Scheuchl & Hazir.